# Конгрес місцевих і регіональних влад Європи
Конгрес місцевих і регіональних влад Європи є установою, що представляє місцеві та регіональні влади сорока шести держав-членів Ради Європи. Він складається з двох палат: Палати місцевих влад і Палати регіонів. Конгрес проводить свої пленарні засідання в Палаці Європи в Страсбурзі, де знаходиться його постійний секретаріат.
Конгрес був заснований в 1994 році і зараз є невід'ємною частиною Ради Європи. Функціонування Конгресу забезпечується Секретаріатом, очолюваним Генеральним секретарем, що обирається Конгресом терміном на 5 років з можливістю переобрання.
Місцем роботи Секретаріату є Палац Європи у Страсбурзі, Франція.

## Історія
Конгрес місцевих і регіональних влад Ради Європи заснований рішенням Комітету Міністрів Ради Європи № 94 (3) від 14 січня 1994 року. Прийняття Статуту і закріплення в ньому повноважень Конгресу є результатом інституційної еволюції, що почалася в 1953 р., коли Парламентська асамблея Ради Європи провела міжнародну конференцію, присвячену питанням місцевого самоврядування, після підписання Європейською Радою місцевих органів влади (фр. Conseil des communes et régions d'Europe (CCRE)) Європейської хартії місцевих свобод в тому ж році. Ідея періодичного проведення конференцій була підтримана Комітетом Міністрів в 1956 р., і вже 12 січня 1957 року в Страсбурзі відбулося наступне засідання під головуванням Жака Шабан-Дельмаса, який очолював Європейську конференцію місцевого самоврядування до січня 1960 року.
У 1960 р. під час проведення щорічної конференції вперше була висловлена ідея інституціоналізувати конференцію, надавши їй відповідний юридичний статус. Рішенням Комітету Міністрів 13 вересня 1961 р. був схвалений Статут (Хартія) Конференції. Відповідно до статті 17 Статуту «Комітет міністрів може створити для цілей, які вважатиме необхідними, різного роду комітети або комісії консультативного або технічного характеру».
19 лютого 1975 Комітет міністрів вніс поправки до Статуту Конференції з метою розширення її компетенції, в тому числі як консультаційного органу відносно регіонів. Крім того, було змінено назву органу, що став Конференцією місцевих і регіональних влад Європи. Найменування органу змінювалося згодом неоднократно. Отже, у 1979 р. Конференція стає Постійною конференцією місцевих та регіональних влад Європи. Найважливішим досягненням Постійної конференції є розробка Європейської хартії місцевого самоврядування, відкритої для підписання країнами членами Ради Європи 15 жовтня 1985 року. Хартія набула чинності 9 вересня 1988 року. Країни, що підписали Хартію, беруть на себе зобов'язання про визнання принципу автономії місцевих органів влади і закріплення його у внутрішньодержавному праві.
Під час першого саміту Ради Європи у Відні 9 жовтня 1993 року, глави держав та урядів країн-учасниць підтвердили свій намір створити спеціальний консультативний орган, що представляє місцеві та регіональні органи влади держав-членів Ради Європи. Внаслідок цієї заяви, в 1994 році рішенням Комітету Міністрів був прийнятий статутний документ про заснування Конгресу місцевих та регіональних влад Ради Європи та виділення в ньому двох палат.
У 2005 році під час саміту у Варшаві глави держав та урядів членів Ради Європи знову повернулися до питання про важливість місцевої і регіональної демократії в Європі і підкреслили провідну роль Конгресу у реалізації цієї місії.

## Роль

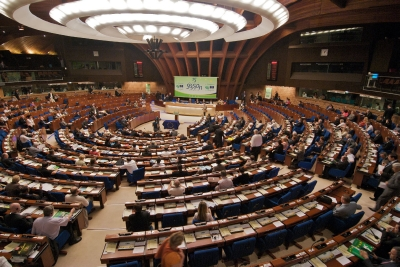
Сесія Конгресу

Конгрес представляє понад 200 тисяч європейських муніципалітетів і регіонів, будучи місцем для обговорення загальних проблем, обміну досвідом і розвитку взаємодії. Найважливішими метою Конгресу є забезпечення участі муніципалітетів і регіонів у процесі європейської уніфікації та функціонування Ради Європи, просування демократії і співробітництвом між органами влади різних рівнів і різних держав.
Конгрес займається такими специфічними питаннями як, наприклад, безпека в муніципалітетах, міжкультурний і міжрелігійний діалог, міграція, культура, освіта та багатьма іншими. У зв'язку з цим Конгрес заохочує ефективну організацію місцевих та регіональних влад в усіх державах-членах Ради Європи, особливо в так званих «молодих демократіях», досліджує стан місцевої і регіональної демократії, ступінь реальної участі громадян в реалізації влади, представляє інтереси місцевих та регіональних влад при виробленні європейської політики, заохочує прикордоннє співробітництво з метою встановлення та підтримання миру, толерантності і довгострокового розвитку, а також створення Єврорегіонів. Крім того, Конгрес здійснює наглядові місії при проведенні муніципальних та регіональних виборів за запитом держав-членів Ради Європи.
Конгрес виносить рекомендації з питань свого ведення і представляє їх до Комітету міністрів і (або) в Парламентську Асамблею. Конгрес також приймає резолюції, доводить їх до відома місцевих та регіональних органів влади в Європі та здійснює контроль за їх виконанням за допомогою моніторингу.
У рамках своєї компетенції Конгрес виконує переважно три типи звітів:
1) Звіти з моніторингу. Мова йде про вивчення стану місцевої та регіональної демократії в країнах — членах Ради Європи, і такі звіти готуються окремо по кожній державі. Діяльність з моніторингу є важливою передумовою для конструктивного політичного діалогу з органами влади держав-членів Ради Європи стосовно муніципальної та регіональної демократії, і, крім того, дозволяє Конгресу виробити ефективні юридичні інструменти для взаємодії з виконавчими, законодавчими (представницькими) органами публічної влади, ЗМІ в різних державах. Законодавство багатьох країн зазнало змін внаслідок звітів Конгресу. В наш час[коли?] держави зобов'язані письмово повідомити Конгрес про прийняті ними заходи щодо зміни внутрішнього законодавства, що, безумовно, сприяє підвищенню ролі Конгресу.
2) Звіти загального характеру. Дана форма роботи передбачає загальний аналіз дотримання Європейської хартії місцевого самоврядування в державах-членах, а також в державах-кандидатах на вступ до Ради Європи.
3) Звіти по спостереженню за виборами. Конгрес періодично здійснює місію спостереження за муніципальними та регіональними виборами, що є найважливішою складовою компетенції Конгресу, оскільки вибори є індикатором фактичного стану муніципальної та регіональної демократії. Спостереження за виборами включає в себе не тільки спостереження за процедурою голосування, але й аналіз виборчої кампанії, внаслідок чого представники Конгресу проводять зустрічі з політичними партіями, з керівництвом країни і опозицією, з виборчими комісіями, так само як з представниками ЗМІ та правозахисниками. За результатами спостереження Конгрес ухвалює рекомендації та резолюції для органів державної влади відповідних держав.

## Структура
Відповідно до нової Хартії Конгресу, прийнятої 2 травня 2007 року Комітетом міністрів, Конгрес формується з представників муніципалітетів та регіонів, що обираються прямим голосуванням. Асамблея обох палат Конгресу налічує 318 повноправних членів та 318 заступників. Члени Конгресу групуються за національними делегаціями і згідно зі своїми політичними поглядами: PPE-DC (група християнської демократичної європейської партії), SOC (група соціалістів), GILD (незалежна ліберально-демократична група), NI (члени, які не належать до жодної з перерахованих політичних груп Конгресу).
Участь всіх делегацій підпорядковується принципу справедливого географічного розподілу, рівного представництва різних органів влади та політичних сил, а також однакового представництва чоловіків та жінок. Кожна держава-учасник має право на кількість місць у Конгресі, яка дорівнює кількості місць в Парламентській Асамблеї.
Конгрес збирається три рази на рік (пленарна сесія в травні, осіння сесія в листопаді і весняна в березні). У засіданнях беруть участь делегації країн-членів Ради Європи, а також представники держав, які не мають членства в Раді Європи, запрошені як спостерігачі. Сесії кожної з палат Конгресу проходять в Стразбурзі і передують або ілудують за ординарною щорічною сесією Конгресу.
У складі Конгресу також є чотири комісії — інституціональна, комісія культури та освіти, комісія соціальної взаємодії, комісія сталого розвитку. Членом комісії сталого розвитку від України є Віталій Кличко.

## Країни-учасники
| Країна     | Делегати | Країна               | Делегати | Країна             | Делегати |
| ---------- | -------- | -------------------- | -------- | ------------------ | -------- |
| Албанія    | 4/4      | Німеччина            | 18/18    | Андорра            | 2/2      |
| Вірменія   | 4/4      | Австрія              | 6/6      | Азербайджан        | 6/6      |
| Бельгія    | 7/7      | Боснія і Герцеговина | 5/5      | Болгарія           | 6/6      |
| Кіпр       | 3/3      | Хорватія             | 5/5      | Данія              | 5/5      |
| Іспанія    | 12/12    | Естонія              | 3/3      | Північна Македонія | 3/3      |
| Росія      | 18/18    | Фінляндія            | 5/5      | Франція            | 18/18    |
| Грузія     | 5/5      | Греція               | 7/7      | Угорщина           | 7/7      |
| Ірландія   | 4/4      | Ісландія             | 3/3      | Італія             | 18/18    |
| Латвія     | 3/3      | Ліхтенштейн          | 2/2      | Литва              | 4/4      |
| Люксембург | 3/3      | Мальта               | 3/3      | Молдова            | 5/5      |
| Монако     | 2/2      | Чорногорія           | 3/3      | Норвегія           | 5/5      |
| Нідерланди | 7/7      | Польща               | 12/12    | Португалія         | 7/7      |
| Чехія      | 7/7      | Румунія              | 10/10    | Велика Британія    | 18/18    |
| Сан-Марино | 2/2      | Сербія               | 7/7      | Словаччина         | 5/5      |
| Словенія   | 3/3      | Швеція               | 6/6      | Швейцарія          | 6/6      |
| Туреччина  | 18/18    | Україна              | 12/12    |                    |          |
| ВСЬОГО     | ВСЬОГО   | ВСЬОГО               | ВСЬОГО   | ВСЬОГО             | 324/324  |